# Цецилије Стације
Цецилије Стације (лат. Caecilius Statius, умро око 166. п. н. е.) био је, уз Плаута и Теренција, трећи значајан писац комедија у римској књижевности.
Пореклом је био Гал, а рођен је у северној Италији, вероватно у граду Медиолану (Медиоланум, данас Милано). Као заробљеник дошао је у Рим 223. или 222. п. н. е., претворен у роба, а затим пуштен на слободу. 
Цецилије је био Енијев савременик и пријатељ, те хронолошки припада у период између Плаута и Теренција. Претпоставља се да је 166. године п. н. е. још био жив, јер је, према Светонијевим речима, коментарисао Теренцијеву драму „Девојка с Андроса“, приказану те године. Од целокупног Цецилијевог дела данас нам је познато само 42 наслова његових комедија, од којих је њих 16 написано по угледу на Менандра, главног представника "нове атичке комедије". Неколико фрагмената познато нам је из цитата каснијих античких писаца, пре свега Аула Гелија, који паралелно даје и цитате из Менандрових оригинала, што пружа једну од ретких могућности да се римска палијата упореди с грчким оригиналом. Из тих се цитата види и то да Цецилијеве драме нису само преводи, као што то нису ни код Плаута и Теренција, али и да не успевају да репродукују квалитет грчких оригинала.
У својим драмама Цецилије је боље од Плаута и Теренција чувао грчки колорит, а такође је избегавао „контаминацију“, односно није спајао два или више грчка оригинала у једну латинску прераду. И поред почетних неуспеха, изгледа да је брзо стекао популарност римске публике. Варон хвали његову „отметност“ (gravitas). Хорације (Епист. II, 1, 59) такође пореди његову „отменост“ (gravitas) с Теренцијевом: „каже се... да је Цецилије бољи по отмености, а Теренције по песничком умећу“ (dicitur...vincere Caecilius gravitate, Terentius arte). Књижевни критичар Волкације Седигит (Volcatius Sedigitus) сматра га у своме канону за највећег римског комедиографа. С друге стране, Квинтилијан о њему не говори с одобравањем, а Цицерон га сматра лошијим од Теренција и пребацује му недовољно избрушен стил и језик (Ад. алт. VII, 3), што и није чудно с обзиром да Цецилију латински и није био матерњи језик.